# Wetterfunkdienst über Satelliten

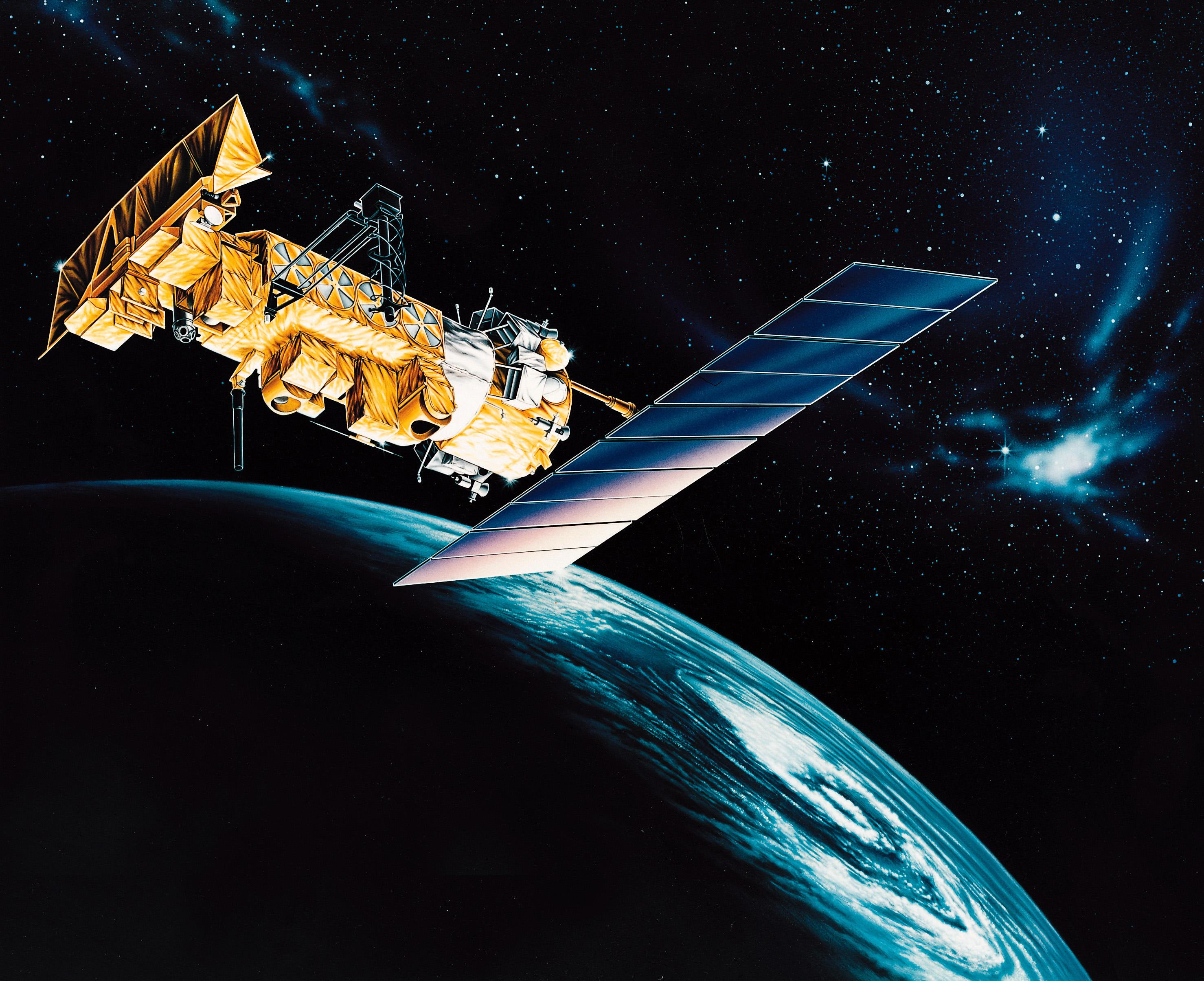
Wetterbeobachtungs-Satellit, NOAA-M

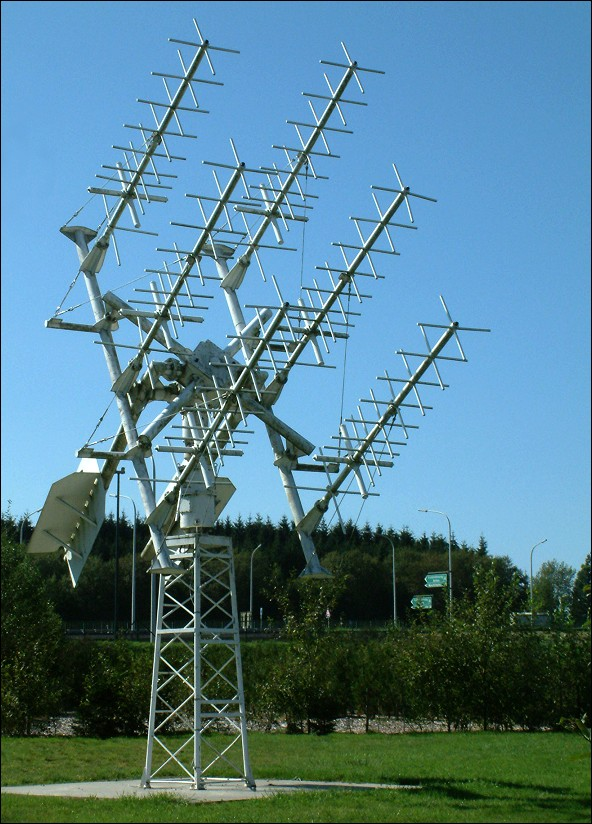
Erdefunkstelle für polar umlaufende Wettersatelliten im 137 MHz-Bereich

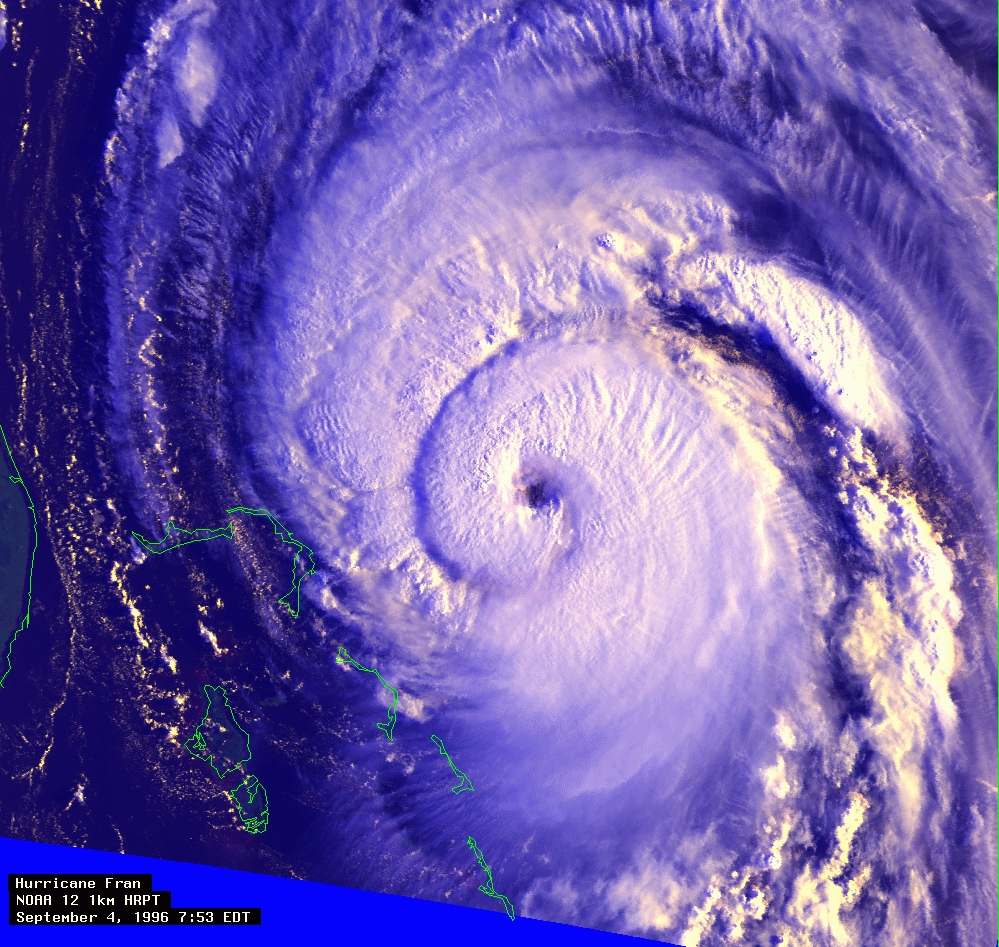
Satellitenbild eines Hurrikans östlich von Florida (1996)

Der Wetterfunkdienst über Satelliten (englisch meteorological-satellite service) ist gemäß Definition der Internationalen Fernmeldeunion ein Erderkundungsfunkdienst über Satelliten für Zwecke des Wetterdienstes.

## Frequenzbereichszuweisung
Dem Funkdienst sind Frequenzbereiche ab 137 MHz bis 252 GHz zugewiesen, wobei die Zuweisung auf primärer oder sekundärer Basis bestehen kann. Primäre Funkdienste haben im betreffenden Frequenzband Schutz vor Störungen von Funkdiensten mit sekundärer Zuweisung. Bei den meisten Bändern ist auch vorgegeben, ob dort aktive oder passive Sensoren betrieben werden.